# クリス・レイサム (ラグビー選手)
クリス・レイサム（Chris Latham、1975年9月8日 - ）は、オーストラリアの元ラグビーユニオン選手。

## プロフィール
- ポジションはフルバック(FB)。
- ワラビーズのメンバーとしても活躍し、1999年・2003年・2007年ワールドカップオーストラリア代表メンバーに選ばれた。
- 全盛期は、世界最高の攻撃的FBと言われていた。
- プレースキッカーでもあったが、キッキングティーを使わない事でも有名だった。

## 来歴
スーパー14クイーンズランド・レッズに所属し、2010年に九州電力キューデンヴォルテクスへ加入。2012年、現役を引退した。
NTTドコモレッドハリケーンズのスポットコーチを、2014～15年行い、16年にはBKコーチに就任している。